# قابوقاوية
القابوقاوية (الاسم العلمي: Ceibeae) هي قبيلة من النباتات تتبع فصيلة الخبازية من الرتبة الخبازيات.

## أجناس القابوقاوية
- القابوق